# Eben Britton
Eben Britton (Brooklyn, 14 ottobre 1987) è un giocatore di football americano statunitense che gioca nel ruolo di offensive guard per i Chicago Bears della National Football League (NFL). Fu scelto nel corso del secondo giro (39º assoluto) del Draft NFL 2009 dai Jacksonville Jaguars. Al college giocò a football all’Università dell'Arizona.

## Carriera professionistica

### Jacksonville Jaguars
Britton fu scelto nel corso del secondo giro del Draft 2009 dai Jacksonville Jaguars. Il 1º agosto 2009, firmò un contratto quadriennale del valore di 4,6 milioni di dollari, 2,83 milioni dei quali garantiti. Dopo l'ultima gara di pre-stagione, Britton fu nominato tackle destro titolate. Nella sua stagione da rookie disputò 15 partite, tutte come titolare. Rimase ai Jaguars per altre stagioni, disputando con la franchigia 37 gare complessive. di cui 30 come titolare.

### Chicago Bears
Il 16 aprile 2013, Britton firmò con i Chicago Bears.

## Vittorie e premi
Nessuno

## Statistiche
| Partite totali      | 37 |
| Partite da titolare | 30 |

## Vita privata
La nonna di Britton, Estelle Parsons, ha vinto l'Oscar alla miglior attrice non protagonista per la sua interpretazione in Gangster Story.